# Ghanim Oraibi
Ghanim Oraibi (Nascido em 16 de Agosto de 1961) é um ex-futebolista iraquiano, que atuava como defensor.

## Carreira
Ghanim Oraibi fez parte do elenco da histórica Seleção Iraquiana de Futebol da Copa do Mundo de 1986 